# The Rolling Stones No. 2
The Rolling Stones No. 2 je album The Rolling Stonesa izdan početkom 1965. Album je izašao samo za 
britansko tržište. Poput njihovog prvijenca i ovaj album je postigao izuzetan komercijalni uspjeh te je bio jedan od najprodavanijih albuma te godine u UK-u. Na prvom mjestu britanske top ljestvice album se nalazio deset tjedana.

## Popis pjesama
1. "Everybody Needs Somebody to Love" – 5:03
2. "Down Home Girl" – 4:11
3. "You Can't Catch Me" – 3:38
4. "Time Is on My Side" – 2:58
5. "What a Shame" – 3:03
6. "Grown Up Wrong" – 1:50
7. "Down The Road Apiece" – 2:55
8. "Under the Boardwalk" – 2:46
9. "I Can't Be Satisfied" – 3:26
10. "Pain In My Heart" – 2:11
11. "Off The Hook" – 2:33
12. "Susie Q" – 1:50

## Top ljestvice

### Album
| Godina | Ljestvica        | Pozicija |
| ------ | ---------------- | -------- |
| 1965.  | UK Top 20 Albuma | #1       |

## Članovi sastava na albumu
- Mick Jagger - pjevač, usna harmonika, udaraljke
- Keith Richards - gitara, pjevač
- Brian Jones - gitara
- Charlie Watts - bubnjevi, udaraljke
- Bill Wyman - bas-gitara, pjevač

## Vanjske poveznice
- allmusic.com - The Rolling Stones No. 2